# IC 4852
IC 4852 ist eine Balken-Spiralgalaxie vom Hubble-Typ SBc im Sternbild Pfau am Südsternhimmel. Sie ist schätzungsweise 194 Millionen Lichtjahre von der Milchstraße entfernt und hat einen Durchmesser von etwa 85.000 Lj.
Das Objekt wurde am 13. August 1901 von dem US-amerikanischen Astronomen DeLisle Stewart entdeckt.